# Dana Hlaváčová
Dana Hlaváčová (ur. 20 czerwca 1945 w Suchdole) – czeska aktorka filmowa, teatralna, telewizyjna i dubbingowa.  

## Wybrane role filmowe
- 1970: Panowie, zabiłem Einsteina (Zabil jsem Einsteina, pánové!) – pokojówka Emilka
- 1973: Trzy orzeszki dla Kopciuszka (Tři oříšky pro Popelku / Drei Haselnüsse für Aschenbrödel) – Dora
- 1975: Tak zaczyna się miłość (Tak láska začíná...) – kelnerka
- 1977: Niech się boi (Jen ho nechte, ať se bojí) – Kalendová
- 1978: To moja sprawa, szefie (Já to tedy beru, šéfe...!) – Niederlová
- 1979: Ja już będę grzeczny, dziadku (Já už budu hodný, dědečku!) – Máňa
- 1981: Goście z galaktyki Arkana (Gosti iz galaksije / Monstrum z galaxie Arkana) – kobieta
- 1983: Podróże Jana Amosa Komeńskiego (Putování Jana Amose) – Kopciuszek
- 1987: Kto rano wstaje (Kam doskáče ranní ptáče) – Brabcová
- 1993: Nowe szaty cesarza (Císařovy nové šaty) – kobieta na targu
- 2003: Szpital na peryferiach po dwudziestu latach (Nemocnice na kraji města po dvaceti letech) – lekarka (serial TV)